# Kurt Schmidt (Politiker, I)
Kurt Schmidt (* 1898 oder 1899; † nach 1964) war ein deutscher Jurist und Kommunalpolitiker. Er war von 1934 bis 1945 Oberbürgermeister der kreisfreien Stadt Brieg.

## Leben und Wirken
1910 war die verwitwete Mutter mit Kurt Schmidt nach Brieg gezogen. Nach dem Schulbesuch studierte Schmidt Rechts- und Staatswissenschaften und war als Jurist tätig. Ende 1929 eröffnete er eine Anwaltspraxis in Brieg.
1933 wurde er kommissarisch und am 1. April 1934 endgültig für zwölf Jahre zum Oberbürgermeister von Brieg ernannt.
Während seiner Amtszeit in Brieg wurde in der Reichspogromnacht vom 9. zum 10. November 1938 die Inneneinrichtung der Synagoge in Brieg zerstört. Es fanden außerdem Übergriffe auf das Eigentum jüdischer Bürger statt, doch blieb es bei Sachschäden.
Am 1. August 1939 erhielt er als Reserveoffizier (Schmidt war bereits 1917 Teilnehmer am Ersten Weltkrieg) eine Einberufung zum Wehrdienst bei der deutschen Wehrmacht. Er wurde als Oberbürgermeister vom bisherigen zweiten Bürgermeister und Stadtkämmerer Waldemar Reche bis zum Fall der Stadt Brieg im Januar 1945 vertreten.
Er geriet am 2. Februar 1943 in Stalingrad als Hauptmann der Reserve in russische Gefangenschaft. Er war bis Januar 1956 in sechs verschiedenen Lagern einschließlich Stalingrad, Workuta und Swerdlowsk in sowjetischer Kriegsgefangenschaft und arbeitete später als Rechtsanwalt und Notar in Fröndenberg/Ruhr. Er wurde noch während seiner Kriegsgefangenschaft am 5. Oktober 1951 durch den Entnazifizierungs-Hauptausschuss für den Regierungsbezirk Lüneburg entlastet (Kategorie V; AZ Uzn/12589).